# Короніс (текстовий символ)

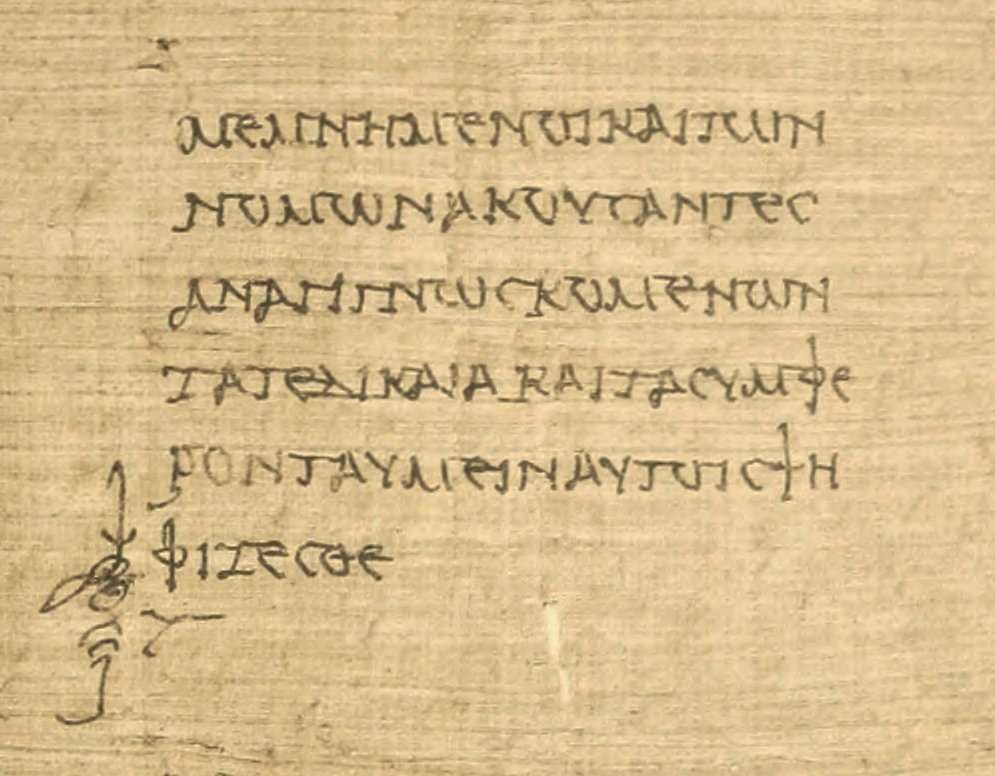

Короніс (U+2E0E ⸎ EDITORIAL CORONIS; дав.-гр. κορωνίς   , korōnís, κορωνίδες , korōnídes) — текстовий символ, знайдений у давньогрецьких папірусах, який використовувався для позначення кінця цілого твору або великого розділу в поетичних та прозових текстах.  
Короніс, як правило, розміщувався на лівому полі тексту і часто супроводжувався параграфосом.

## Приклади

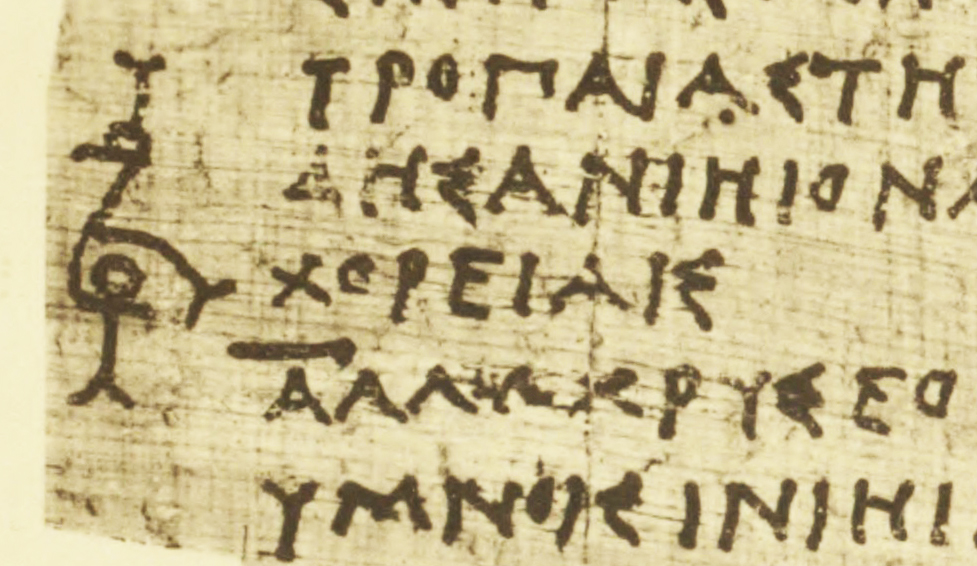
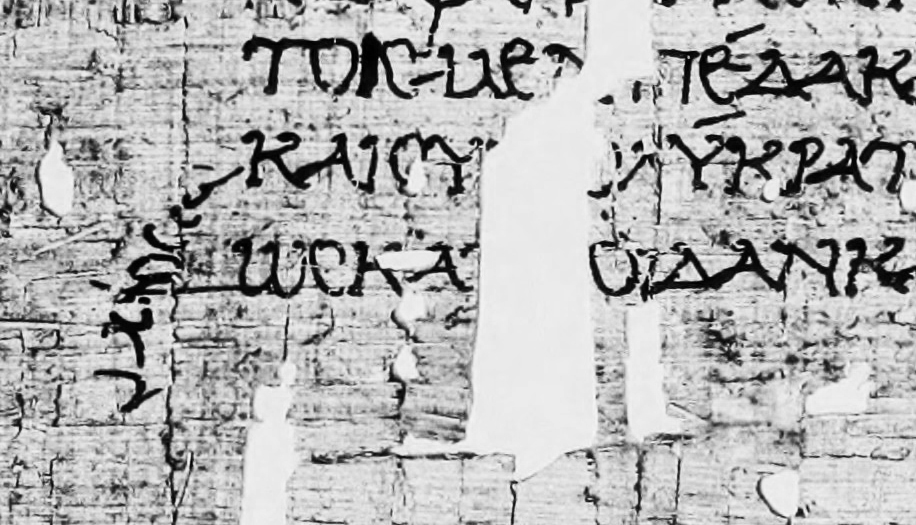
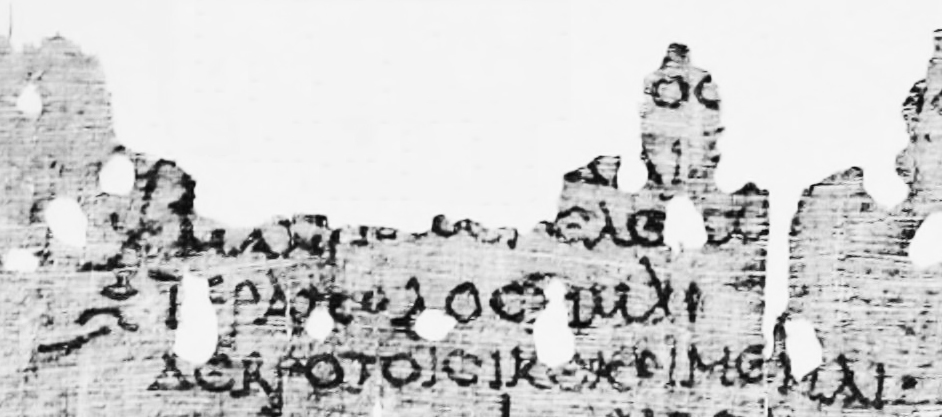
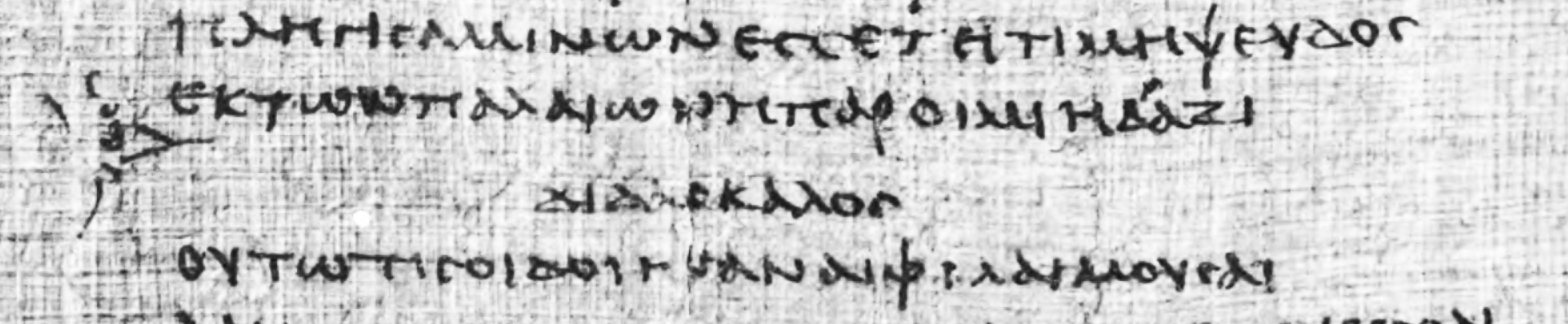
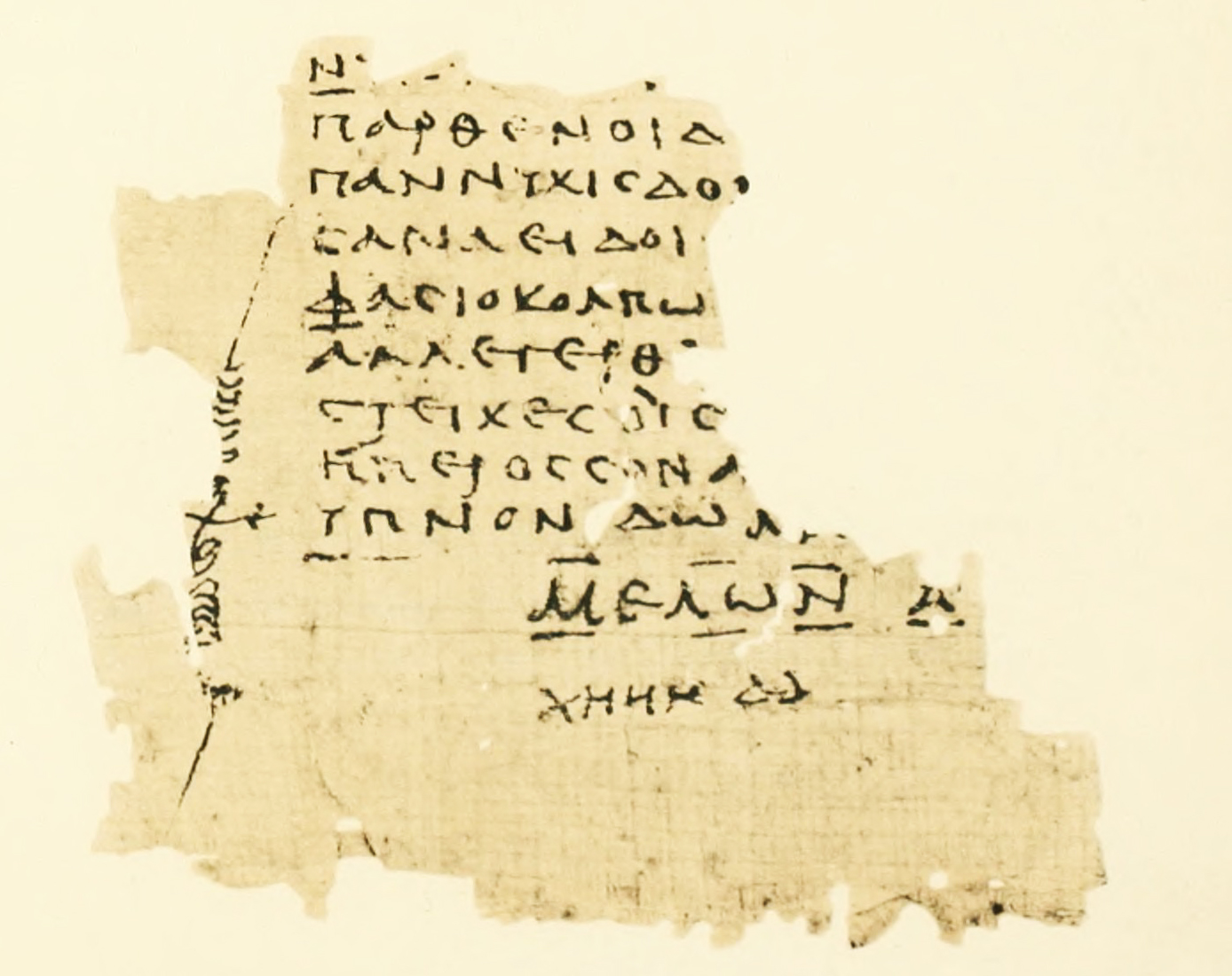
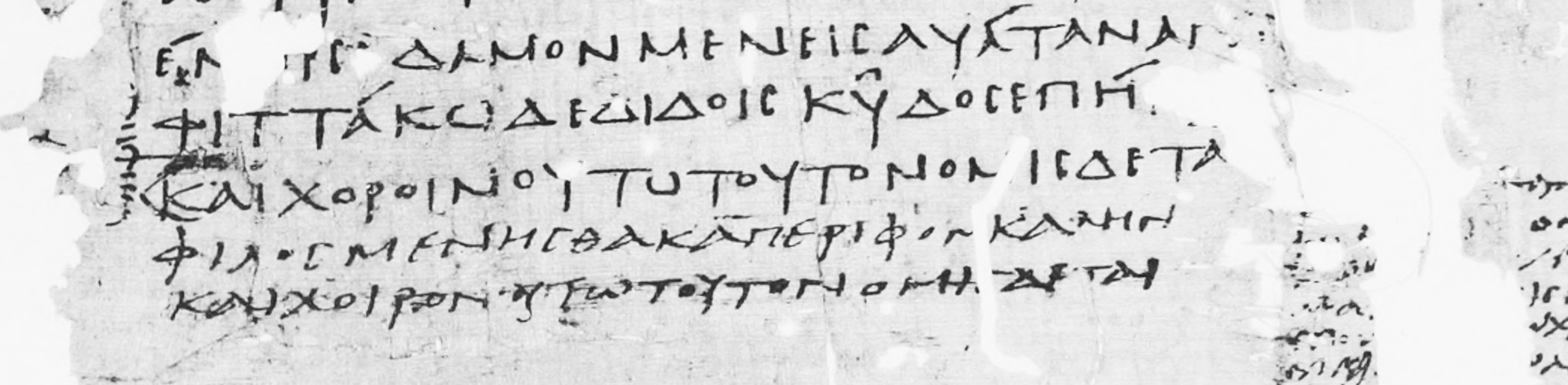